# Apocritica chromatica
Apocritica chromatica är en fjärilsart som beskrevs av Edward Meyrick 1911. Apocritica chromatica ingår i släktet Apocritica och familjen stävmalar. Inga underarter finns listade i Catalogue of Life.